# لویی کارنات
لویی کارنات (انگلیسی: Louis Carnot؛ زادهٔ ۲۵ فوریهٔ ۲۰۰۱) بازیکن فوتبال است که در پست هافبک بازی می‌کند.
از باشگاه‌هایی که در آن بازی کرده‌است می‌توان به باشگاه فوتبال گنگام اشاره کرد.
وی همچنین در تیم‌های ملی فوتبال France national under-16 football team و زیر ۱۸ سال فرانسه بازی کرده‌است.